# Кошкельды
Кошкельды (чечен. Берза-Боьра) — село в Гудермесском районе Чеченской Республики. Административный центр Кошкельдинского сельского поселения.

## География
Село расположено у федеральной автотрассы «Кавказ», в 21 км к юго-востоку от районного центра — Гудермес и в 58 км к востоку от города Грозный.
Ближайшие населённые пункты: на западе — сёла Верхний-Нойбер и Нижний-Нойбер, на северо-западе — сёла Гордали-Юрт и Бильтой-Юрт, на севере — село Энгель-Юрт, на северо-востоке — село Нижний Герзель, на востоке — село Герзель-Аул, на юго-востоке — село Ишхой-Юрт и на юго-западе — село Аллерой.

## Население
| 1990  | 2002  | 2010  | 2012  | 2013  | 2014  | 2015  |
| ----- | ----- | ----- | ----- | ----- | ----- | ----- |
| 3718  | ↗5210 | ↘4823 | ↗5011 | ↗5114 | ↗5170 | ↗5290 |
| 2016  | 2017  | 2018  | 2019  | 2020  | 2021  | 2023  |
| ↗5410 | ↗5540 | ↗5635 | ↗5732 | ↗5820 | ↗7214 | ↗7362 |
| 2024  |       |       |       |       |       |       |
| ↗7435 |       |       |       |       |       |       |

Национальный состав
По данным Всероссийской переписи населения 2010 года:
| № | Национальность | Численность, чел. | Доля    |
| - | -------------- | ----------------- | ------- |
| 1 | чеченцы        | 4800              | 99,52 % |
| 2 | другие         | 23                | 0,48 %  |

## История

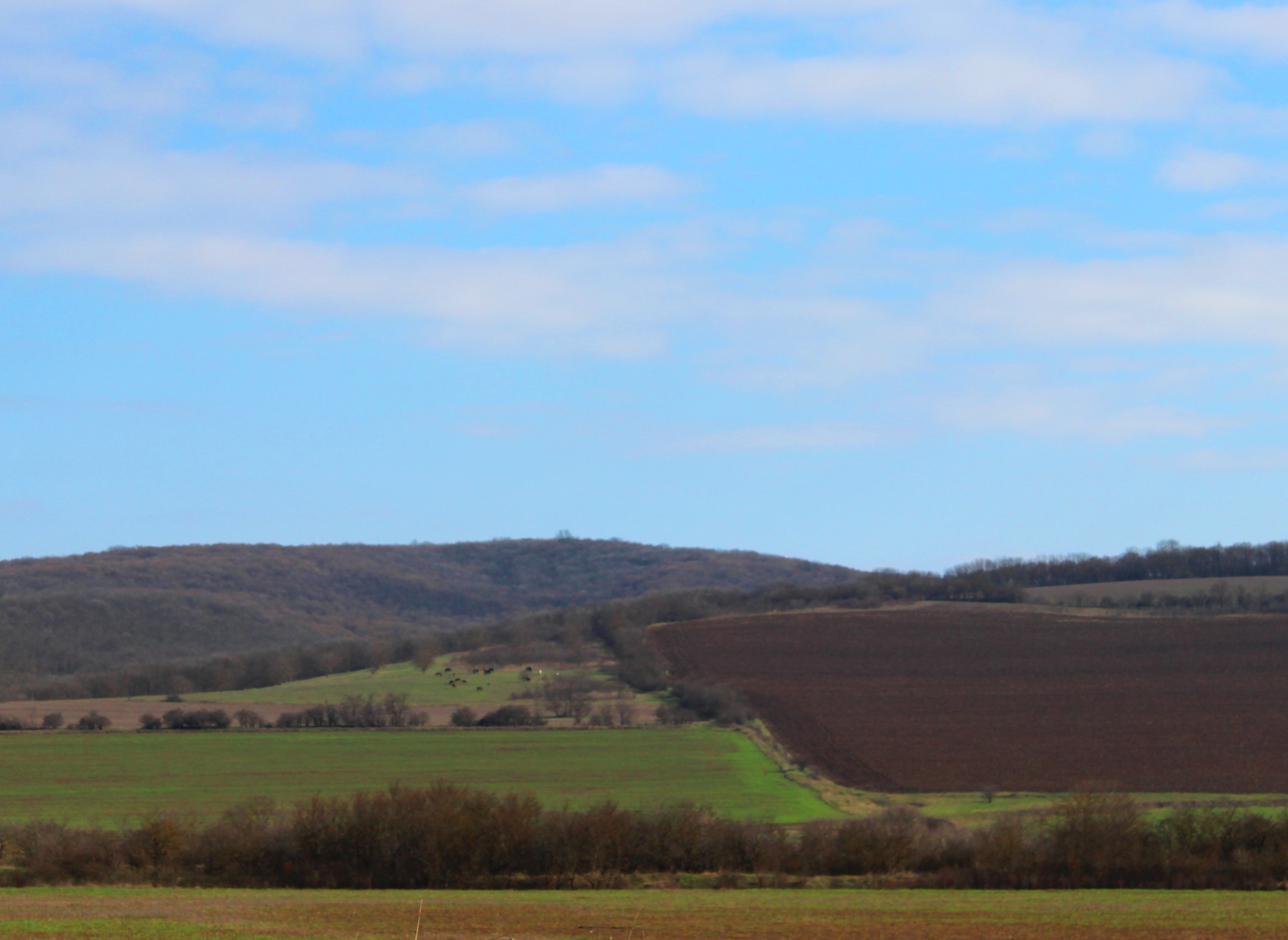
Качкалыковский хребет

По одной из версий, село было основано нохчамахкахоевцами
, которые ныне и составляют большинство жителей населения села.
Во второй половине XVIII века (1770-е гг.) немецкий исследователь И. А. Гюльденштедт указал Кошкельды среди общего числа собственно кистинских селений.
Иоганн Бларамберг, полагал, что обитателями Качкалыка ранее были кумыки, которые были вытеснены аксайскими князьями. Постепенно они смешались с чеченцами, воспользовавшись слабостью кумыкских князей и стали независимыми от них. Но некоторым образом были подчинены России. Он же приводил следующие качкалыковские поселения: Мискит, налево от Аксая; Хош-гелди, Алер-аул, Нойберди, Уссунгур, Истиссу и Шавдан.
Кошкельды (Хош гелди) переводится с кумыкского языка как «Добро пожаловать».

Всё это подготавливало ситуацию, обильно зафиксированную источниками XVIII века, когда равнинный район правобережья низовий (Сунжи к северу от Качкалыковского хребта, территория нынешнего Гудермесского района) оказывается под твёрдым контролем кумыков, влияние и власть князей которых распространяется на ряд вайнахских групп населения у подошвы Чёрных гор, вплоть до места обитания карабулаков (орстхойцев). Можно полагать, что тогда и сложился окончательно довольно мощный пласт тюркоязычных топонимов (Гудермес, Исти-Су, Кошкельды, Ойсунгур и другие) обозначавших сферу влияния и присутствия кумыков на территории нашего края.— Виноградов В.Б., Великая Н.Н., Нарожный Е.И. На Терских берегах. Очерки об исторических группах старожильческого населения Среднего Притеречья. Армавир, 1997 с. 48
Кошкельды был смешанным, кумыкско-чеченским аулом:

Смешанное кумыкско-чеченское население проживало в качкалыковских селениях: Кошкельды, Ойсунгур, Исти-су и др.
Согласно чеченскому исследователю, А. А. Адилсултанову, поселение Кошкельды с поздним тюркским названием, носило чеченское название — «Берза-Буьйре».
С 1944 по 1958 года, в период депортации чеченцев и ингушей и упразднения Чечено-Ингушской АССР, село носило название — Герга.
26 августа 2016 года в селе открыта мечеть имени Юсупа-Хаджи Байбатырова.

## Образование
- Кошкельдинская государственное средняя общеобразовательная школа[33].

## Улицы
Улицы села:
| - 1-й переулок, - 2-я улица, - 3-я улица, - 4-я улица, - 5-я улица, - 6-я улица, - 7-я улица, - 8-я улица, - А. Кадырова, - А. Шерипова, - Адельгериева - Армейская 1-я, | - Армейская 2-я, - Армейская 3-я, - А. Шахаева, - Б. Баймурадова, - Бригадная 1-я, - Бригадная 2-я, - Бригадная 3-я, - Бригадная 4-я, - Бригадная 5-я, - В. Дагаева, - Вайнахская, - Висингириева, | - Восточная, - Грозненская, - Западная, - Заречная, - Интернациональная, - Кавказская, - Клубная, - Масаева, - Мельничная, - Мира, - Молодёжная, - Морская, | - Нукуева, - П. Захарова, - Первая, - Победы, - Свободы, - Северная, - Сумбулатова, - Тракторная, - Х. Нурадилова, - Южная, - Юсупова, - Яшуева. |